# HD 212771
HD 212771は、みずがめ座の恒星で8等星。太陽系外惑星が発見されている。

## 概要
G8のスペクトルを持つ準巨星で、ガイア計画で観測された年周視差によると地球から約364光年の位置にある。
2010年、カリフォルニア大学、カリフォルニア工科大学などの共同研究グループは、ケック天文台を使った視線速度法によって、木星質量の2.3倍前後の質量を持つ太陽系外惑星HD 212771 bが存在するという研究結果を発表した。惑星の公転周期は約464日、軌道離心率は0.26、軌道長半径は1.32天文単位 (au) とされる。同研究グループは同時に、HD 4313、HD 95089、HD 181342、HD 206610、HD 180902、HD 136418の6つの星系で木星型惑星と思われる大質量の惑星を発見している。
| 名称 （恒星に近い順） | 質量         | 軌道長半径 （天文単位） | 公転周期 (日) | 軌道離心率    | 軌道傾斜角 | 半径 |
| --------------------- | ------------ | ----------------------- | ------------- | ------------- | ---------- | ---- |
| b                     | 2.3 ± 0.4 MJ | 1.22 ± 0.03             | 373.3 ± 3.4   | 0.111 ± 0.060 | —          | —    |

## 名称
2019年、世界中の全ての国または地域に1つの系外惑星系を命名する機会を提供する「IAU100 Name ExoWorldsプロジェクト」において、HD 212771 は香港に割り当てられる系外惑星系となった。このプロジェクトは、「国際天文学連合100周年事業」の一環として計画されたイベントの1つで、香港での選考、国際天文学連合 (IAU) への提案を経て太陽系外惑星とその主星に固有名が承認されるものであった。2019年12月17日、IAUから最終結果が公表され、HD 212771はLionrock、HD 212771 bはVictoriapeakと命名された。これらは香港の象徴的な山頂の名前に由来しており、Lionrockは、地域社会からの尊敬を集める文化的シンボルで、香港を見下ろすライオンの形をした山頂「ライオンロック」に、Victoriapeakは、にぎやかなビクトリア・ハーバーを見下ろし、香港を直接体験したい外国人観光客の玄関口となっている山頂「ビクトリアピーク」に、それぞれちなんで名付けられた。